# Joseph Jackson
Joseph Jackson   (Saint Louis, 23 de setembre de 1880 - 30 de desembre de 1960) va ser un tirador estatunidenc que va competir a començaments del segle xx.
El 1920 va prendre part en els Jocs Olímpics d'Anvers, on disputà set proves del programa de tir. Guanyà tres medalles d'or, en rifle militar 300 metres, bocaterrosa per equips, rifle militar 300 i 600 metres, bocaterrosa per equips i rifle militar 600 metres per equips. De la resta de prova destaca una cinquena posició en rifle militar 600 metres.
El 1901 s'enrolà al Cos de Marines. El 1917 fou ascendit a oficial. Jackson va ser el primer gran tirador internacionalment conegut produït pels marines. Va guanyar gran quantitat de títols nacionals i militars i va competir internacionalment entre 1920 i 1924. Acabà la vida a l'exèrcit com a capità i entrenador de tir, abans de retirar-se el gener de 1932.